# Enteropogon sechellensis
Enteropogon sechellensis är en gräsart som först beskrevs av George Bentham och som fick sitt nu gällande namn av Théophile Alexis Durand och Hans Schinz.
Enteropogon sechellensis ingår i släktet Enteropogon och familjen gräs. Inga underarter finns listade i Catalogue of Life.